# Godawela
Godawela är en administrativ by i Sri Lanka.   Den ligger i provinsen Nordvästprovinsen, i den centrala delen av landet, 70 km nordost om huvudstaden Colombo.